# Purificateur d'hydrogène
Un purificateur d'hydrogène est un dispositif permettant de purifier l'hydrogène si la production d'hydrogène se fait à partir de sources d'hydrocarbures, l'hydrogène ultra-purifié est nécessaire pour des applications telles que les piles à combustible à membrane d'échange de protons.

## Purificateurs d'hydrogène à membrane palladium
La membrane de palladium est typiquement un tube métallique d'un alliage de palladium et d'argent possédant la propriété unique de ne laisser passer que de l'hydrogène monoatomique à travers son réseau cristallin lorsqu'il est chauffé au-dessus de 300 °C.

## Purificateur à membrane dense en métal fin
Les purificateurs à membrane dense en métal mince sont compacts, relativement peu coûteux et simples à utiliser,,.

## Adsorption modulée en pression
L'adsorption modulée en pression est utilisée pour l'élimination du dioxyde de carbone (CO2) comme dernière étape de la synthèse commerciale à grande échelle de l'hydrogène. Il peut également éliminer le méthane, le monoxyde de carbone, l'azote, l'humidité et, dans certains cas, l'argon, de l'hydrogène.

## Purificateur de recombinaison catalytique ou de désoxygénation
La recombinaison catalytique ou la désoxygénation est utilisée pour éliminer les impuretés d'oxygène (O2). L'oxygène réagit avec l'hydrogène pour former de la vapeur d'eau, qui peut ensuite être éliminée par un séchoir si nécessaire. Les catalyseurs utilisés sont à base de métaux du groupe du platine. Un système typique peut gérer jusqu'à 3 % d'O2 dans l'H2 et réduire la teneur en O2 à moins de 1 ppm.

## Purificateur électrochimique
Le purificateur électrochimique fonctionne comme une pile à combustible, une tension est appliquée à la membrane et le courant électrique résultant tire l'hydrogène à travers la membrane. Un système bien conçu peut simultanément comprimer l'hydrogène.

## Applications
Les purificateurs d'hydrogène sont utilisés dans les réacteurs d'épitaxie en phase vapeur organométallique pour la production de LED.